# Zgromadzenie Ustawodawcze Jharkhandu
Zgromadzenie Ustawodawcze Jharkhandu – jednoizbowy parlament stanowy Jharkhandu.
Zostało utworzone 20 listopada 2000. W jego skład weszli dotychczasowi deputowani do Zgromadzenia Ustawodawczego Biharu, wybrani z obszaru nowo utworzonego stanu. Składa się z 81 posłów, wybieranych na pięcioletnią kadencję. Obraduje w trzech sesjach (budżetowej, monsunowej i zimowej).
Jego siedziba znajduje się w Ranchi.

## Skład[4]
według wyników wyborów stanowych z 2005
| Partia                                                   | Liczba mandatów |
| -------------------------------------------------------- | --------------- |
| Indyjska Partia Ludowa                                   | 30              |
| Indyjski Kongres Narodowy                                | 9               |
| Nationalist Congress Party                               | 1               |
| Janata Dal (United)                                      | 6               |
| Jharkhand Mukti Morcha                                   | 17              |
| Rashtriya Janata Dal                                     | 7               |
| All India Forward Bloc                                   | 2               |
| Communist Party of India (Marxist-Leninist) (Liberation) | 1               |
| United Goans Democratic Party                            | 2               |
| All Jharkhand Students Union                             | 2               |
| Jharkhand Party                                          | 1               |
| niezależni                                               | 3               |